# Johan Guzmán
Johan Guzmán (ur. 3 lipca 1997 w San Juan de la Maguana) – dominikański piłkarz występujący na pozycji bramkarza w hiszpańskim klubie Real Ávila CF oraz w reprezentacji Dominikany.

## Kariera klubowa

### Atlético Pantoja
W 2016 roku został piłkarzem zespołu Atlético Pantoja. W sezonie 2016 wraz z klubem zajął 3 miejsce w tabeli, a rok później wywalczył tytuł wicemistrza Dominikany.

### FC Ascó
W 2017 roku podpisał kontrakt z hiszpańską drużyną FC Ascó.

### Real Ávila CF
18 lipca 2018 przeszedł do klubu Real Ávila CF.

## Kariera reprezentacyjna
W 2016 otrzymał powołanie do reprezentacji Dominikany. Zadebiutował 28 sierpnia 2016 w nieuznawanym przez FIFA meczu towarzyskim przeciwko reprezentacji Portoryka (5:0). 7 września 2019 zadebiutował w oficjalnym meczu Ligi Narodów CONCACAF przeciwko reprezentacji Montserratu (2:1).

## Statystyki

### Klubowe
(aktualne na dzień 30 sierpnia 2020)
| Klub               | Sezon              | Liga               | Liga  | Liga   | Puchar kraju | Puchar kraju | Suma  | Suma   |
| Klub               | Sezon              | Liga               | Mecze | Bramki | Mecze        | Bramki       | Mecze | Bramki |
| ------------------ | ------------------ | ------------------ | ----- | ------ | ------------ | ------------ | ----- | ------ |
| Real Ávila CF      | 2018/19            | Tercera División   | 10    | 0      | –            | –            | 10    | 0      |
| Real Ávila CF      | 2019/20            | Tercera División   | 3     | 0      | –            | –            | 3     | 0      |
| Real Ávila CF      | Ogólnie            | Ogólnie            | 13    | 0      | 0            | 0            | 13    | 0      |
| Ogólnie w karierze | Ogólnie w karierze | Ogólnie w karierze | 13    | 0      | 0            | 0            | 13    | 0      |

### Reprezentacyjne
(aktualne na dzień 30 sierpnia 2020)
| Reprezentacja | Rok     | Mecze | Bramki |
| ------------- | ------- | ----- | ------ |
| Dominikana    | 2016    | 1     | 0      |
| Dominikana    | 2019    | 1     | 0      |
| Ogólnie       | Ogólnie | 2     | 0      |

| Mecze i gole w reprezentacji | Mecze i gole w reprezentacji | Mecze i gole w reprezentacji | Mecze i gole w reprezentacji | Mecze i gole w reprezentacji | Mecze i gole w reprezentacji | Mecze i gole w reprezentacji             |
| Reprezentacja                | Reprezentacja                | Reprezentacja                | Reprezentacja                | Reprezentacja                | Reprezentacja                | Reprezentacja                            |
| Lp.                          | Data                         | Miejsce                      | Przeciwnik                   | Wynik                        | Gol                          | Rozgrywki                                |
| ---------------------------- | ---------------------------- | ---------------------------- | ---------------------------- | ---------------------------- | ---------------------------- | ---------------------------------------- |
| 1.                           | 28.08.2016                   | San Cristóbal, Dominikana    | Portoryko                    | 5:0                          |                              | Mecz towarzyski (nieuznawany przez FIFA) |
| 2.                           | 07.09.2019                   | Lookout, Montserrat          | Montserrat                   | 2:1                          |                              | Liga Narodów CONCACAF 2019/2020          |

## Sukcesy

### Atlético Pantoja
- Wicemistrzostwo Dominikany (1×): 2017